# Radiocarbon
Radiocarbon è una rivista scientifica dedicata al tema della datazione al radiocarbonio nell'ambito dell'archeologia, oceanografia e geofisica.
È stata fondata nel 1959 come supplemento dell'American Journal of Science ed è un'importante fonte di dati e informazioni sulla datazione al radiocarbonio. Dal 1979 pubblica gli atti dei convegni internazionali sulla datazione al radiocarbonio. La rivista viene pubblicata sei volte all'anno. Dal 2016 è pubblicata dalla Cambridge University Press.
Tutti i volumi fino al 2011 sono liberamente disponibili in modalità di testo completo.